# Volker Sielaff

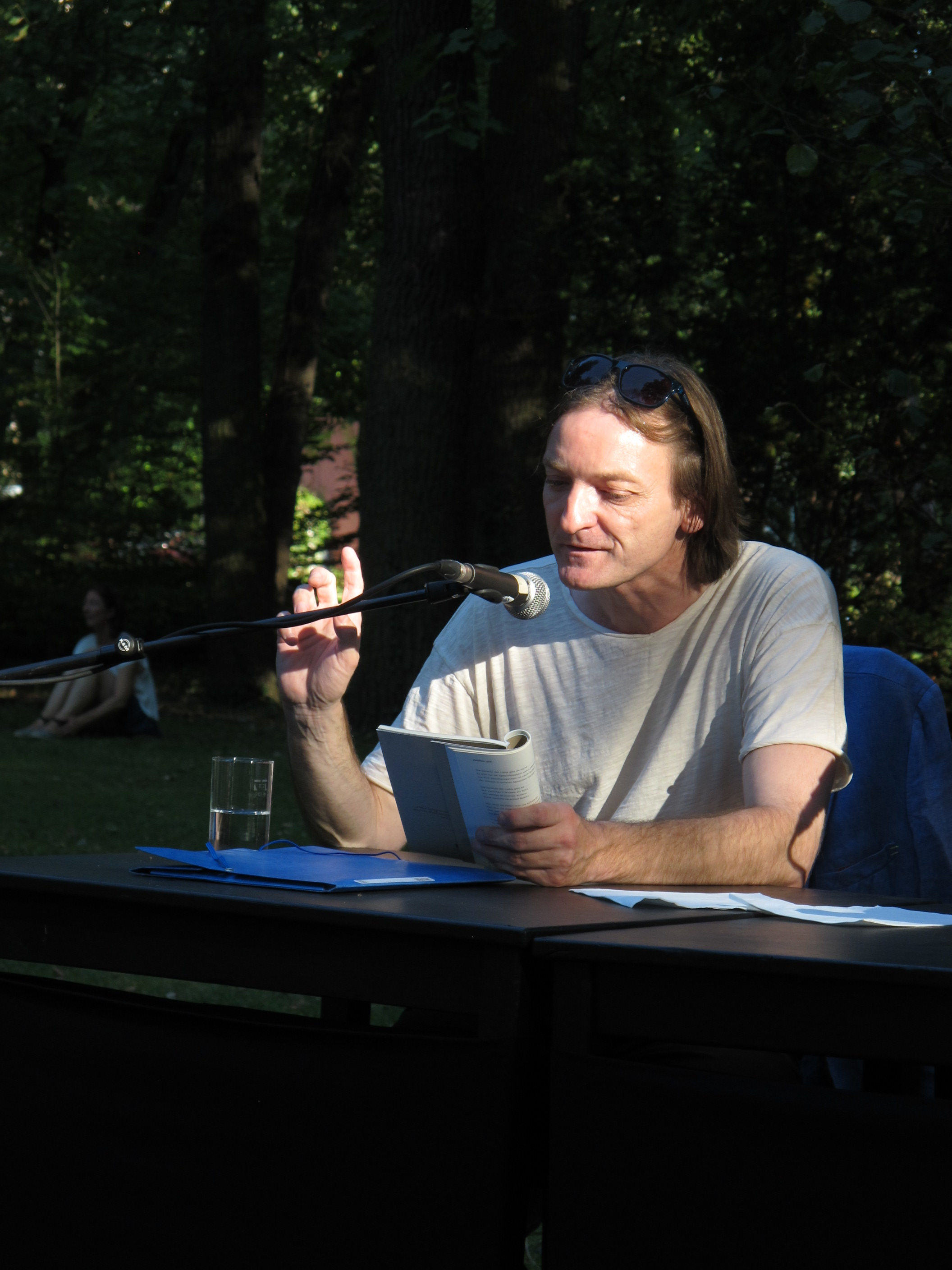
Volker Sielaff beim Erlanger Poetenfest 2015

Volker Sielaff (* 1966 in Großröhrsdorf) ist ein deutscher Schriftsteller.

## Leben und Werk
Volker Sielaff debütierte 2003 mit dem Gedichtband Postkarte für Nofretete. Gedichte wurden seit 1990 in Anthologien (u. a. im Jahrbuch der Lyrik) und Literaturzeitschriften veröffentlicht und ins Englische, Französische, Italienische, Dänische, Tschechische, Polnische, Ungarische und Arabische übertragen. Sielaff verfasst außerdem Rezensionen und literarische Porträts, die in Tageszeitungen wie Dresdner Neueste Nachrichten und Tagesspiegel sowie der Literaturzeitschrift Sprache im technischen Zeitalter veröffentlicht werden. 2007 wurde er mit dem Förderpreis zum Lessing-Preis des Freistaates Sachsen ausgezeichnet, 2015 erhielt er in Marbach die Ehrengabe der Deutschen Schillerstiftung. Er war Mitglied im Fachbeirat für Literatur der Kulturstiftung des Freistaates Sachsen und ist Mitbegründer des Literaturforum Dresden e.V.
Volker Sielaff lebt in Dresden.

## Einzeltitel
- Postkarte für Nofretete, Gedichte, Verlag Zu Klampen, Springe 2003. ISBN 3-933156-78-5
- Selbstporträt mit Zwerg, Gedichte, luxbooks, Wiesbaden 2011. ISBN 978-3-939557-98-2
- Das Zündblättchen Nr. 61: Ich bin in hohem Bogen ein Diesseitiger – Zen-Gedichte (Grafik: Claudia Reh), Edition Dreizeichen, Meißen 2014. ISSN 1866-1726
- Glossar des Prinzen, Gedichte, luxbooks, Wiesbaden 2015. ISBN 978-3-945550-10-6
- Überall Welt, Ein Journal, Edition Azur, Dresden 2017. ISBN 978-3-942375-24-5
- Barfuß vor Penelope, Verlag Voland & Quist/ Edition Azur, Berlin 2020. ISBN 978-3-942375-45-0
- Sandra Hüller liest Volker Sielaff, Verlag Voland & Quist, Berlin 2020. Hörbuch (MP3-Download). ISBN 978-3-942375-50-4
- Poesiealbum 366: Volker Sielaff, Gedichte, Märkischer Verlag Wilhelmshorst, 2021. ISSN 1865-5874
- Ovids Würfelspiel, Epigramme und andere kurze Gedichte, Poetenladen, 2023. ISBN 978-3-948305-16-1

## Auszeichnungen
- 2007 Förderpreis zum Lessing-Preis des Freistaates Sachsen
- 2015 Ehrengabe der deutschen Schillerstiftung
- 2022 London-Stipendium des Deutschen Literaturfonds[1]

## Herausgabe
- Der Humor der Wolken. Moderne Poesie aus Taiwan, Gedichte, Taipei 2009.

## Belege
1. ↑  Weitere Ehrungen an diesem Abend, boersenblatt.net. erschienen und abgerufen am 29. November 2022

| Personendaten    | Personendaten   |
| ---------------- | --------------- |
| NAME             | Sielaff, Volker |
| KURZBESCHREIBUNG | deutscher Autor |
| GEBURTSDATUM     | 1966            |
| GEBURTSORT       | Großröhrsdorf   |